# 白井空良
白井 空良（しらい そら、2001年11月3日 - ）は、日本のプロスケートボード選手。

## 経歴・人物
神奈川県相模原市中央区出身。富士見小学校、中央中学校、光明学園相模原高等学校を卒業している。ムラサキスポーツと博報堂DYスポーツマーケティング所属。
5歳のときに親のすすめでスケートボードを始めた。幼少期から家から自転車で15分の地点にあった相模原市立の小山公園ニュースポーツ広場を利用してトレーニングを重ねた。
2019年と2020年には相模原市から市の文化・スポーツ表彰を受賞している。2019年には世界大会「Damn Am Japan」で優勝しており、その後も国際大会などで優勝や入賞を果たしている。2019年にはBlind Skateboardsのビデオ「Time Change」の中で、初めてプロのスケートボードのスケートパートを全面的に公開している。
2020年2月に左膝前十字靱帯断裂の大怪我を負い、手術を受けた。
寒川町倉見のストリートスポーツ施設内に、自身が設計に携わる形で練習施設「THE PARK SAMUKAWA」を作り上げており、そこを拠点に現在は活動している。2020年には日本人初となる自身のプロモデル、BLIND SKATEBOARDSを発売している。
2021年5月30日から6月6日に実施された「ストリート世界選手権大会2021 ROME」で3位に入賞し、2020年東京オリンピックのスケートボード競技への出場資格を得た。2020年東京オリンピックのスケートボード競技のストリートでは、予選9位の結果となり、惜しくも決勝進出を逃した。
段差を跨ぐようにしながらボードを180度回転させ、前方の車輪部分で滑る「ソラグラインド」などのオリジナルの大技も持っている。

## 戦績
- 2019年 JAPAN OPEN: 2位[1]
- 2019年 Damn Am Japan: 優勝[1]
- 2019年 ARK LEAGUE / SKATE ARK: 優勝[3]
- 2019年 DEW TOUR Long Beach: 2位[3]
- 2019年 SLS LOSANGELES: 6位[3]
- 2019年 X GAMES Minneapolis: 3位[3]
- 2019年 WORLD SKATE OI STU OPEN: 優勝[3]
- 2021年 ストリート世界選手権大会2021 ROME 3位入賞[2]
- オリンピック世界スケートボードランキング: 3位[3]
- 2020年 東京オリンピックスケートボード: 9位[7]
- 2024年 パリオリンピック男子スケートボード: 4位
- 2024年 X GAMES Chiba 2024男子スケートボードストリート: 1位[13]
- 2024年 SLS Sydney: 1位[14]
- 2024年 SLS Tokyo: 1位[15]
- 2025年 Tampa Pro: 1位[16]
- 2025年 ストリート世界選手権大会2025 ローマ: 1位[17]

## 出演

### CM
- サムスン電子ジャパン「Galaxy Z Flip 6」（2024年10月30日 - ）[18]